# Melania Ursu
Melania Elena Ursu (n. 16 iunie 1940, Sibiu – d. 12 ianuarie 2016, Cluj-Napoca) a fost o actriță română. 

## Biografie
A absolvit  Liceul G. Coșbuc din Sibiu (1957) și Institutul de Artă Teatrală și Cinematografică I.L. Caragiale din București, promoția 1961, la clasa prof. Moni Ghelerter.
Între 1977 și 1979 a jucat la teatrul din Târgu-Mureș iar din 1979 a revenit la Teatrul Național din Cluj.

## Activitatea didactică
În perioada 1968-1970 a fost profesor de actorie la Liceul de coregrafie Cluj, apoi în 1976-1978 a fost profesor asociat la catedra de arta actorului - Institutul de teatru Tg.Mureș. A continuat în perioada 1988-1991 ca profesor asociat la cursurile de actorie, mișcare scenică, machiaj, Secția canto la Conservatorul "Gh. Dima".
Melania Ursu a fost actriță a Teatrului Național din Cluj și cadru didactic la secția de actorie a Liceului de Coregrafie și Artă Dramatică „Octavian Stroia”. A predat cursuri de actorie și la Facultatea de Teatru și Televiziune a universității clujene.

## Teatru
- Euripide: Ifigenia în Aulis - Corifeea
- Henrik Ibsen: Constructorul Solness - Kaja Fosli[8]
- Vlad Mugur: Un vis în noaptea miezului de vară după Shakespeare
- Tudor Mușatescu: Geamandura - Luna
- Dumitru Radu Popescu: Rochia
- Dumitru Radu Popescu: Vara imposibilei iubiri
- Alexandru Voitin: Avram Iancu
- Oscar Wilde: Evantaiul doamnei Windermere
- Oscar Wilde: O femeie fără importanță

## Filmografie
- Gaudeamus igitur (1965)
- Muntele ascuns (1975)
- Mere roșii (1976)
- Misterul lui Herodot (1977)
- Iarba verde de acasă (1977)
- Vis de ianuarie (1979)
- Întoarcerea lui Vodă Lăpușneanu (1980)
- Munții în flăcări (1980) - Pelaghia Roșu
- Dragostea mea călătoare (1980)
- Pădureanca (1987)
- Flăcări pe comori (1988)
- Meditație lacustră (1995)
- Feedback (2006)
- Caravana cinematografică (2009)

## Distincții și premii[6][3]
- Medalia Meritul Cultural clasa I (6 noiembrie 1967) „pentru merite în domeniul artei dramatice”[9]
- Ordinul Meritul Cultural clasa a IV-a (28 noiembrie 1969) „pentru activitate îndelungată și merite deosebite în domeniul artei dramatice, cu prilejul împlinirii a 50 de ani de la înființarea Teatrului Național din Cluj”[10]
- Diploma de onoare la Festivalul republican al școlilor și institutelor de artă 1960
- Premiul revistei "Teatrul" pe anul 1970 pentru rolurile din Opinia publică de Aurel Baranga și Visul unei nopți de vară de W. Shakespeare
- Premiul de interpretare feminină pentru rolul din Pasărea Shakespeare de D.R. Popescu, la Festivalul de artă teatrală, Iași ed. I 1975
- Premiul de interpretare feminină pentru rol secundar Doamna Chiajna în filmul Întoarcerea lui Vodă Lăpușneanu 1979
- Premiul I de interpretare pentru rolul Ea din Cerul înstelat deasupra noastră de Ecaterina Oproiu la Festivalul Național de Teatru "Cîntarea României" 1985
- Premiul I de interpretare pentru rolul Alexandra din Travesti de Aurel Baranga 1987
- Premiul revistei "Flacăra" București pe anul 1985 pentru "Căldura cu care a dat viață unor personaje de neuitat"
- Ordinul Național "Pentru Merit", în grad de Cavaler, 2002
- Premiul UNITER pentru întreaga activitate, 2012